# Karel z Harrachu
Karel I. Linhart z Harrachu, říšský hrabě na Rohrau (německy Karl Leonhard von Harrach; 1570 Rohrau – 25. května 1628 Praha) byl rakousko-český šlechtic z rodu Harrachů. Působil jako poradce císaře Ferdinanda II. Štýrského (1578–1637).

## Životopis
Narodil se jako syn svobodného pána Leonarda (Linharta) z Harrachu a jeho manželky, hraběnky Marie Jakuby, vévodkyně z Hohenzollernu.
Oženil se s Marií Alžbětou ze Schrattenbachu (1.8.1575–1653), dcerou Maxmiliána ze Schrattenbachu, s níž měl pět synů a sedm dcer.

### Politická kariéra
Po studijních letech a kavalírské cestě po Evropě roku 1594 nastoupil do státní úřední služby jako dolnorakouský vládní rada a vrchní podkoní. Jeden rok sloužil v Nizozemí a po návratu do Rakouska, se zúčastnil válečného tažení do Uher, kde se podílel na potlačení vzpoury hornorakouských dělníků v solivarech. Byl účastníkem boje mezi císařem Rudolfem II. (1552–1612) a jeho bratrem Matyášem (1557–1619) a zúčastnil se také války proti Benátkám. Vyslovil se pro zvolení Ferdinanda II. (1578–1637) za císaře a zúčastnil se vítězné bitvy na Bílé hoře. Byl přítomen konfiskacím českých stavovských majetků a odměněn ziskem českého panství.
Vedle knížete Jana Oldřicha z Eggenbergu (1568–1634) se stal ve dvacátých letech 17. století nejvlivnějším rádcem císaře, v roce 1622 byl nejmladším účastníkem říšského sněmu v Řezně a byl mluvčím Albrechta z Valdštejna (1583–1634).

### Manželství
Karel Linhart se 24. listopadu 1591 oženil s Marií Alžbětou ze Schrattenbachu (1573-1653), dcerou Karla ze Schrattenbachu, s níž měl několik dětí:
- Otto Bedřich z Harrachu, rakouský generál
- Karel Linhart VII. z Harrachu, politik
- Arnošt Vojtěch z Harrachu, pražský arcibiskup a kardinál
- František Vojtěch z Harrachu
- Maxmiliána z Harrachu
- Alžběta Kateřina z Harrachu
- Kateřina z Harrachu

který se jako vdovec roku 1623 oženil s Harrachovou sedmou dcerou Isabelou Kateřinou (1601-1655), kterou velmi pravděpodobně nakazil syfilitidou, takže na vrozenou syfilis zemřel jejich jediný syn i těžce postižená vdova.

### Příbuzenstvo
Další Harrachova dcera Kateřina si vzala Valdštejnova bratrance Maxmiliána z Valdštejna a dcera Maxmiliána se provdala za Adama Erdmana hraběte Trčku. Z jeho pěti synů se Arnošt Vojtěch z Harrachu (1598–1667) stal arcibiskupem pražským a později kardinálem.

### Závěr života
Karel z Harrachu zemřel 25. května 1628 v Praze. Jeho rodina dědila navzdory uzavřené dědické smlouvě po Valdštejnově smrti jen nepatrnou část Valdštejnova majetku.